# Gran varietà
Pour plus de détails, voir Fiche technique et Distribution.
Gran varietà est un film musical italien réalisé par Domenico Paolella et sorti en 1954. 
Il s'agit d'un film à sketches, écrit par plusieurs scénaristes, dont Ettore Scola, ancien collaborateur de la Rai et de l'hebdomadaire Marc'Aurelio et futur réalisateur.

## Synopsis
Mariantonia
Une paysanne apparaît accidentellement sur une scène. Elle est prise par le public pour un membre de la troupe, parvient à improviser un sketch qui a un grand succès. L'impresario, après des réticences initiales, en fait une diva du théâtre de variétés.
Cuttica
Un acteur spécialisé dans les caricatures de soldats mollassons et lâches devient malgré lui un héros de guerre.
Il fine dicitore
Déclin d'un acteur de chant de café vaniteux et vindicatif en raison de son répertoire dépassé.
Fregoli
Un acteur, transformiste rapide, réussit à éloigner les prétendants de la femme dont il est amoureux en se faisant passer pour différents personnages.
Il censore
Un agent de censure a fait couper de grandes parties de spectacles qui n'étaient pas conformes aux idées politiques de la période fasciste, se recyclant dans le même rôle après la guerre.

## Fiche technique
- Titre original italien : Gran varietà[1]
- Réalisation : Domenico Paolella
- Scénario : Vinicio Marinucci, Dino Falconi, Vincenzo Talarico, Carlo Infascelli, Vinicio Marinucci, Domenico Paolella, Ettore Scola, Michele Galdieri, Oreste Biancoli
- Photographie : Carlo Carlini
- Montage : Dolores Tamburini (it)
- Musique : Carlo Rustichelli
- Décors : Mario Chiari
- Costumes : Maria De Matteis
- Maquillage : Romolo De Martino
- Production : Carlo Infascelli
- Sociétés de production : Excelsa-Roma Film
- Pays de production :  Italie
- Langue originale : italien
- Format : Couleur par Ferraniacolor - Son mono - 1,37:1 - 35 mm
- Durée : 95 minutes
- Genre : Film musical à sketches
- Dates de sortie : 
  - Italie : 13 mars 1954

## Distribution
Épisode Mariantonia
- Maria Fiore : Mariantonia, la paysanne
- Nico Pepe : l'imprésario théâtral
- Carlo Mazzarella : le chef d'orchestre
- Guido Riccioli : l'accessoiriste du théâtre
- Carlo Hintermann : le jeune galant
- Nino Capozzi : l'officier qui lance un marengo
- Renato Malavasi
- Mario Siletti
- Giuseppe Porelli
- Gustavo Serena
- Lia Orlandini

Épisode Cuttica
- Carlo Croccolo Battaglia, le comique militaire connu sous le nom de « Cuttica »
- Nico Pepe : l'imprésario théâtral
- Lilly Granado :

Épisode Le fin dicitore
- Vittorio De Sica : Luciano Veneziani, le bonimenteur
- Lea Padovani : la soubrette Anna
- Delia Scala : la danseuse
- Gildo Bocci : le réalisateur de cinéma
- Fausto Guerzoni : le spectateur lisant le journal
- Nico Pepe : l'imprésario du théâtre

Épisode Fregoli
- Alberto Sordi : Premoli, le transformiste
- Lauretta Masiero : Yvette, la mondaine
- Franco Scandurra (en) : Lieutenant des Dragons
- Carlo Hintermann : Baron Arneta
- Guglielmo Barnabò : l'avocat
- Michele Riccardini : le banquier Tersky
- Walter Grant : le colonel Barberi
- Salvatore Furnari : le nain garçon de course

Episode Il censore
- Renato Rascel : le comédien et le censeur
- Flora Medini : la soubrette
- Pamela Palma : l'étoile de ballet
- Nico Pepe : l'imprésario théâtral
- Mimmo Craig : Garinini

## Production
Le film est tourné en Ferraniacolor, un procédé qui venait d'être développé à l'époque dans les usines Ferrania à Ferrania (it), une frazione de Cairo Montenotte (Province de Savone en Ligurie), dont les couleurs étaient encore très instables, comme on peut encore le constater en regardant le film.
Dans l'épisode de la censure par Renato Rascel, le film tente, avec les techniques de l'époque, de dédoubler l'image de Rascel, en donnant l'impression que deux personnes différentes jouaient dans la même scène, mais dans le résultat final, l'un des deux Rascel apparaît sous la forme d'un fantôme transparent. Plus tard, cependant, la technique s'est améliorée et il a été possible de créer des scènes dans lesquelles le même acteur pouvait jouer différents personnages, comme dans le film Totò diabolique (1962).